# Décès en 1248
Décès
- 1244
- 1245
- 1246
- 1247
- 1248
- 1249
- 1250
- 1251
- 1252

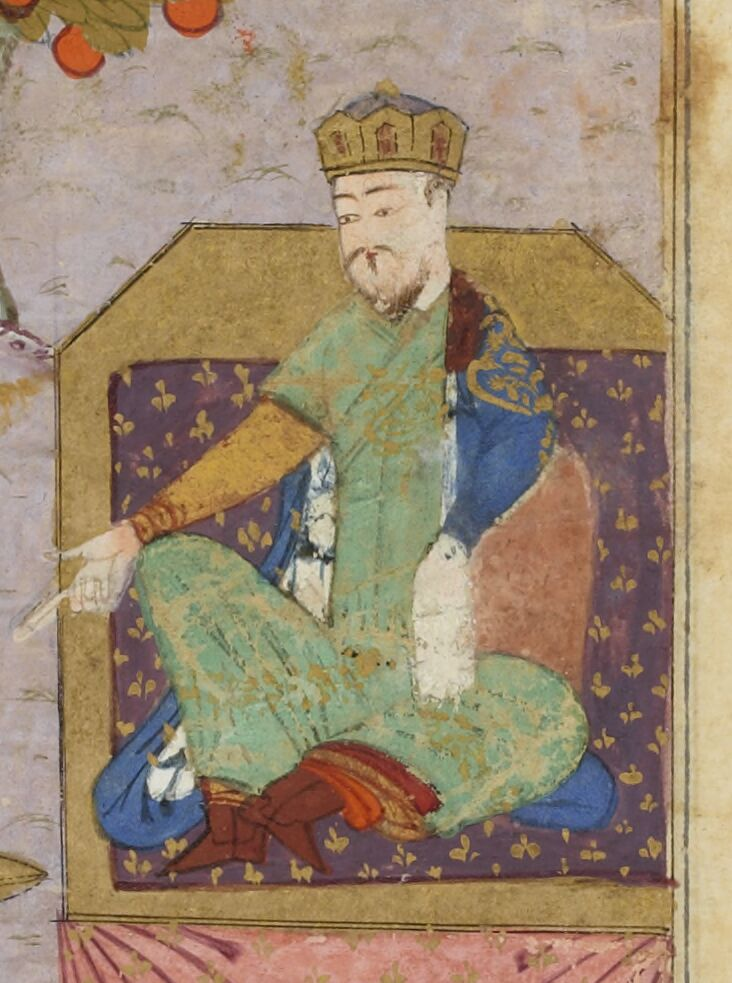
Güyük, mort en 1248.

Cette page dresse une liste de personnalités mortes au cours de l'année 1248 :
- 4 janvier : Sanche II de Portugal, quatrième roi de Portugal (et troisième des Algarves).
- 1er février : Henri II de Brabant, duc de Brabant.
- 14 février : Koga Michiteru, poète et courtisan de première classe japonais du début de l'époque de Kamakura.
- 23 février : Bernard de Montaigu, évêque du Puy.
- 25 février : Boleslas Ier de Mazovie, duc de Sandomierz, duc du nord de la Mazovie et duché de Mazovie.
- Entre le 27 mars et le 24 avril : Güyük, 3e khan suprême des Mongols.
- 9 avril : Hugues Ier de Châtillon, comte de Saint-Pol et comte consort de Blois.
- 13 septembre : Cunégonde de Souabe, reine consort de Bohême.
- 1er décembre : Gilles de Caen, évêque de Coutances.

- Abu al-Hasan as-Saïd al-Mutadid, calife almohade.
- Adachi Kagemori, vice-gouverneur de la province de Dewa, on le nomme Akitajō no Suke (gouverneur du château d'Akita).
- Al-Adil II Sayf ad-Din, sultan ayyoubide d'Égypte.
- Abu Muhammad Ibn al-Baitar, médecin et botaniste.
- Patrick Dunbar, 5e comte de Dunbar, lord de Beanley (en), noble « anglo-gaël ».
- Fujiwara no Ritsushi, impératrice consort du Japon.
- Harald de Man, roi de Man et des Îles.
- Ibn al Qifti, historien.
- Malatesta Malatesta, condottiere italien.
- Othon III de Bourgogne, comte d'Andechs, duc de Méranie et comte de Bourgogne.
- Shams ed Dîn Tabrîzî, mystique soufi iranien.
- Shunbajunki, roi des îles Ryūkyū.
- Subötaï, chef du « peuple des rennes », tribu de Mongolie centrale.
- Yolande de Dreux, dame de Saint-Valery, duchesse de Bourgogne.

- Après 1248 :
- Reinmar von Zweter, poète allemand (° vers 1200).

## Crédit d'auteurs
- Cet article est partiellement ou en totalité issu de l'article intitulé « 1248 » (voir la liste des auteurs).